# USS Foss (DE-59)
USS Foss (DE-59) là một tàu hộ tống khu trục lớp Buckley được Hải quân Hoa Kỳ chế tạo trong Chiến tranh Thế giới thứ hai. Tên nó được đặt theo Thiếu úy Hải quân Rodney Shelton Foss (1919-1941), phi công từng phục vụ cùng Liên đội Tuần tra VP-11 tại Căn cứ Không lực Hải quân Kaneohe, Oahu, Hawaii, và đã tử trận trong cuộc tấn công Trân Châu Cảng vào ngày 7 tháng 12, 1941. Nó đã phục vụ cho đến khi chiến tranh kết thúc, rồi tiếp tục phục vụ trong các cuộc Chiến tranh Lạnh và Chiến tranh Triều Tiên, cho đến khi xuất biên chế năm 1957, và bị đánh chìm như một mục tiêu năm 1966. Foss được tặng thưởng một Ngôi sao Chiến trận do thành tích phục vụ trong Chiến tranh Triều Tiên.

## Thiết kế và chế tạo
Những chiếc thuộc lớp tàu hộ tống khu trục Buckley có chiều dài chung 306 ft (93 m), mạn tàu rộng 37 ft 1 in (11,30 m) và độ sâu mớn nước khi đầy tải là 11 ft 3 in (3,43 m). Chúng có trọng lượng choán nước tiêu chuẩn 1.400 tấn Anh (1.400 t); và lên đến 1.740 tấn Anh (1.770 t) khi đầy tải. Hệ thống động lực bao gồm hai turbine hơi nước General Electric công suất 13.500 mã lực (10.100 kW), dẫn động hai máy phát điện công suất 9.200 kilôwatt (12.300 hp) để vận hành hai trục chân vịt;  công suất 12.000 hp (8.900 kW) cho phép đạt được tốc độ tối đa 23 kn (26 mph; 43 km/h), và có dự trữ hành trình 6.000 nmi (6.900 mi; 11.000 km) khi di chuyển ở vận tốc đường trường 12 kn (14 mph; 22 km/h).
Vũ khí trang bị bao gồm ba pháo 3 in (76 mm)/50 cal trên tháp pháo nòng đơn có thể đối hạm hoặc phòng không, một khẩu đội 1,1 inch/75 caliber bốn nòng và tám pháo phòng không Oerlikon 20 mm. Vũ khí chống ngầm bao gồm một dàn súng cối chống tàu ngầm Hedgehog Mk. 10 (có 24 nòng và mang theo 144 quả đạn); hai đường ray Mk. 9 và tám máy phóng K3 Mk. 6 để thả mìn sâu. Khác biệt đáng kể so với lớp Evarts dẫn trước là chúng có thêm ba ống phóng ngư lôi Mark 15 21 inch (533 mm). Thủy thủ đoàn đầy đủ bao gồm 186 sĩ quan và thủy thủ.
Foss được đặt lườn tại xưởng tàu của hãng Bethlehem-Hingham Shipyard, Inc., ở Hingham, Massachusetts vào ngày 31 tháng 12, 1942. Nó được hạ thủy vào ngày 10 tháng 4, 1943; được đỡ đầu bởi bà George R. Foss, mẹ thiếu úy Foss, và nhập biên chế vào ngày 23 tháng 7, 1943 dưới quyền chỉ huy của Hạm trưởng, Thiếu tá Hải quân Jules James Jordy.

## Lịch sử hoạt động

### 1943 - 1950
Foss khởi hành từ Boston vào ngày 22 tháng 9, 1943 để đi sang Tây Ấn, nơi nó hộ tống một tàu chở dầu quay trở về New York. Từ đây nó lại ra khơi vào ngày 13 tháng 10 cùng một nhóm tàu chở dầu, và sau khi ghé qua Aruba đã vượt Đại Tây Dương để đi đến Dakar, Oran và Algiers; chặng quay trở về New York được thực hiện ngang qua Aruba và vùng kênh đào Panama. Trong thời kỳ từ ngày 26 tháng 12, 1943 đến ngày 9 tháng 10, 1944, nó đã thực hiện bảy chuyến hộ tống vận tải khứ hồi từ New York đến Londonderry, Bắc Ireland, trong giai đoạn phe Đồng Minh đang tích lũy lực lượng nhằm chuẩn bị để tiến hành Chiến dịch Overlord.
Được điều sang nhiệm vụ phát triển chiến thuật chống tàu ngầm, trong sáu năm tiếp theo Foss hoạt động tại các vùng biển ngoài khơi New London, Connecticut; Charleston, South Carolina; Norfolk, Virginia và các cảng Florida. Nó hoạt động thử nghiệm các thiết bị do Phòng thí nghiệm Nghiên cứu Hải quân và tiến hành các hoạt động do Trường Sonar Hạm đội, Cơ quan Phát triển Chống tàu ngầm và Lực lượng Thử nghiệm và Đánh giá Tác chiến hướng dẫn. Vào năm 1946, nó được trang bị bộ cung cấp điện năng, và vào mùa Đông năm 1947-1948 đã phục vụ cung cấp điện khẩn cấp cho thành phố Portland, Maine, sau khi các nhà máy phát điện tại đây ngừng hoạt động cho cháy rừng và hạn hán. Đến tháng 8, 1950 nó tham gia hoạt động thử nghiệm tên lửa tại mũi Canaveral, Florida.

### 1950 - 1957
Sau khi Chiến tranh Triều Tiên bùng nổ, Foss được điều động sang Hạm đội Thái Bình Dương. Nó rời Norfolk vào ngày 29 tháng 9 và đi đến San Diego vào ngày 11 tháng 10. Con tàu tiếp tục hành trình sáu ngày sau đó để hướng sang khu vực Tây Thái Bình Dương, đi đến vùng biển Triều Tiên, nơi nó phục vụ như trạm phát điện di động tại các thành phố Nampo, Inchon và Hŭngnam trong tháng 11 và tháng 12. Con tàu đi đến Ulsan vào ngày 25 tháng 12 để cung cấp điện cho các căn cứ Lục quân, và ở lại đây cho đến ngày 18 tháng 8, 1951.
Quay trở về San Diego vào ngày 10 tháng 9, tham gia các thử nghiệm đạn dược cho đến ngày  21 tháng 9, khi nó lên đường chuyển đến cảng nhà mới Trân Châu Cảng. Trong năm năm tiếp theo, nó hoạt động tại chỗ trong khu vực quần đảo Hawaii đồng thời thực hiện hai chuyến đi đến Lãnh thổ Ủy thác Quần đảo Thái Bình Dương cùng hai lượt phục vụ tại Viễn Đông. Vào năm 1955, nó đã phục vụ như tàu căn cứ tại Hong Kong.
Quay trở về vùng bờ Tây vào tháng 6, 1957, Foss được cho xuất biên chế vào ngày 30 tháng 10, 1957 và đưa về Hạm đội Dự bị Thái Bình Dương, neo đậu tại Mare Island. Tên nó được cho rút khỏi danh sách Đăng bạ Hải quân vào ngày 1 tháng 11, 1965, và cuối cùng nó bị tàu ngầm USS Sabalo (SS-302) đánh chìm như một mục tiêu vào ngày 6 tháng 9, 1966 ngoài khơi bờ biển California gần San Diego.

## Phần thưởng
Foss được tặng thưởng một Ngôi sao Chiến trận do thành tích phục vụ trong Chiến tranh Triều Tiên.
|             |  |  |
|             |  |  |
| Bronze star |  |  |

| Huân chương Chiến dịch Hoa Kỳ                            |                                              |                                                       |
| Huân chương Chiến dịch Châu Âu-Châu Phi-Trung Đông       | Huân chương Chiến thắng Thế Chiến II         | Huân chương Phục vụ Phòng vệ Quốc gia                 |
| Huân chương Phục vụ Triều Tiên với 1 Ngôi sao Chiến trận | Huân chương Liên Hợp Quốc Phục vụ Triều Tiên | Huân chương Phục vụ Chiến tranh Triều Tiên (Hàn Quốc) |